# Ханс IV фон дер Шуленбург
Ханс IV фон дер Шуленбург (на немски: Hans von der Schulenburg; † пр. 1503) е „кнапе“ („оръженосец, носач на щит“), благородник от „Черната линия“ от род фон дер Шуленбург в Бетцендорф в Саксония-Анхалт,
Той е третият син на рицар Вернер VIII фон дер Шуленбург († пр. 1448), хауптман на Алтмарк, и съпругата му Барбара фон Есторф (* ок. 1360), дъщеря на Зегебанд II фон Есторф († 1396) и Грете фон дер Оедерне (* ок. 1320).
Брат е на Вернер X фон дер Шуленбург († 1494), Бернхард VII 'Стари' фон дер Шуленбург († 1498), Вернер IX/XI фон дер Шуленбург († 1515), Рихард I фон дер Шуленбург († 1491), Дитрих V фон дер Шуленбург († 1491/1494) и Елизабет/Илза фон дер Шуленбург († 1486), омъжена за Вернер II фон Алвенслебен († 1472/1477).

## Фамилия
Ханс IV фон дер Шуленбург се жени за Елизабет фон Бодендик († сл. 1500). Те имат един син:

- Йоахим фон дер Шуленбург († 1543/1549), женен пр. 1511 г. за Луция фон Квицов, дъщеря на Екард фон Квицов († 1535) и Катарина фон дер Шуленбург; или на Дитрих XIV фон Квицов и Рикса фон дер Шуленбург; имат дъщеря